# Schloss Wolfsberg (Ermatingen)
Das Schloss Wolfsberg ist ein historisches Gebäude in Ermatingen, einer Schweizer Gemeinde im Bezirk Kreuzlingen, Kanton Thurgau.

## Geschichte
1571 erbaute Wolf Walter von Gryffenberg das Schloss. 1731 wurde es von Junker Johannes Zollikofer gekauft, der es in seiner heutigen Form restaurierte. Im Jahre 1795 kaufte es der St. Galler Bankier Jean Jacques Högger (1747–1812), er liess vermutlich im Südwestflügel das «Parquinhaus» errichten. Nach seinem Tod erbte es die Tochter Giuliana Guglielmina Högger (1776–1829), die es 1815 an Freiherr Ignaz von Wechingen von Feldkirch verkaufte. Im Jahre 1824 ging das Schloss in den Besitz des französischen Obersts Charles Parquin über. Er liess es renovieren und als Fremdenpension einrichten, was 1839 scheiterte. Nächste Besitzer waren der Engländer Joseph Martin Parry, der es zu einem Musterbauernhof machte, und Karl Bürgi, der es 1865 zu einem Pflegeheim machte, das bis 1918 in Betrieb blieb.
Für den Krimiautor Wolf Schwertenbach war das Schloss 1942–1943 Treffpunkt für den Brigadeführer der SS Walter Schellenberg und den Schweizer Brigadier Roger Masson. 1970 wurde das Schloss von der Schweizerischen Bank UBS erworben, die es nach einer Renovierung durch Hinzufügung weiterer Gebäude in der Umgebung zu einem Ausbildungszentrum machte. An der Westwand der Bibliothek befindet sich eine eiserne Turmuhr der alten Burg, die 1540 von Laurentius Liechti erbaut wurde.

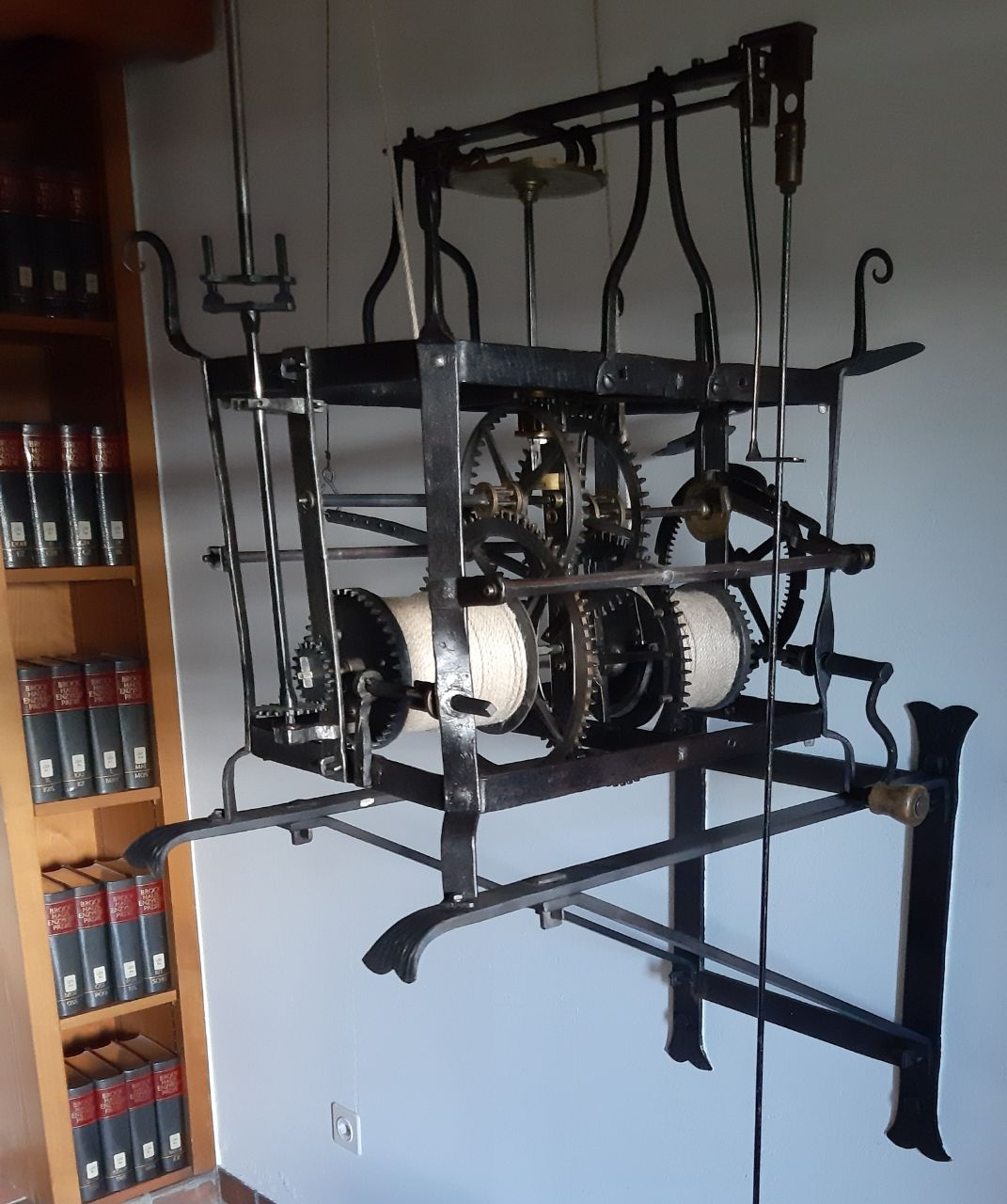
Turmuhr der alten Burg Wolfsberg

## Bibliographie
- Pierre-Th. Braunschweig: Geheimer Draht nach Berlin. Zürich 1990, 3. Aufl., S. 228.
- Cornelia Stäheli: Schloss Wolfsberg bei Ermatingen. (Schweizerischer Kunstführer, Nr. 687, Reihe 69). Hrsg. Gesellschaft für Schweizerische Kunstgeschichte GSK. Bern 2001, ISBN 978-3-85782-687-0.
- Erich Trösch: Wolfsberg. In: Historisches Lexikon der Schweiz.  20. November 2013.